# Ціп'як свинячий
Ціп'як свинячий (лат. Taenia solium, також (раніше — ланцюгова глиста; озброєний ціп'як, солітер) — вид цестод родини Ціп'яки (Taeniidae), ряду Циклофілліди (Cyclophyllidea). Паразит ссавців. Як проміжних хазяїв використовує свиней, собак, зайців, кролів, верблюдів і людину. Остаточний хазяїн — тільки людина. Залежно від стадії життєвого циклу, на якій відбувається зараження, свинячий ціп'як спричинює у хазяїна теніоз (зараження на стадії статевозрілої особини) або цистицеркоз (зараження на стадії личинки).

## Етимологія
Назва Taenia solium утворена комбінацією слів лат. Taenia — стрічка, solium — сидіння. Переклад назви роду Taenia у ранніх українських медичних словниках означав «би́нда», «биндо́ва глиста», тоді як надалі — «стрічка», «стрічковий глист»)

## Будова

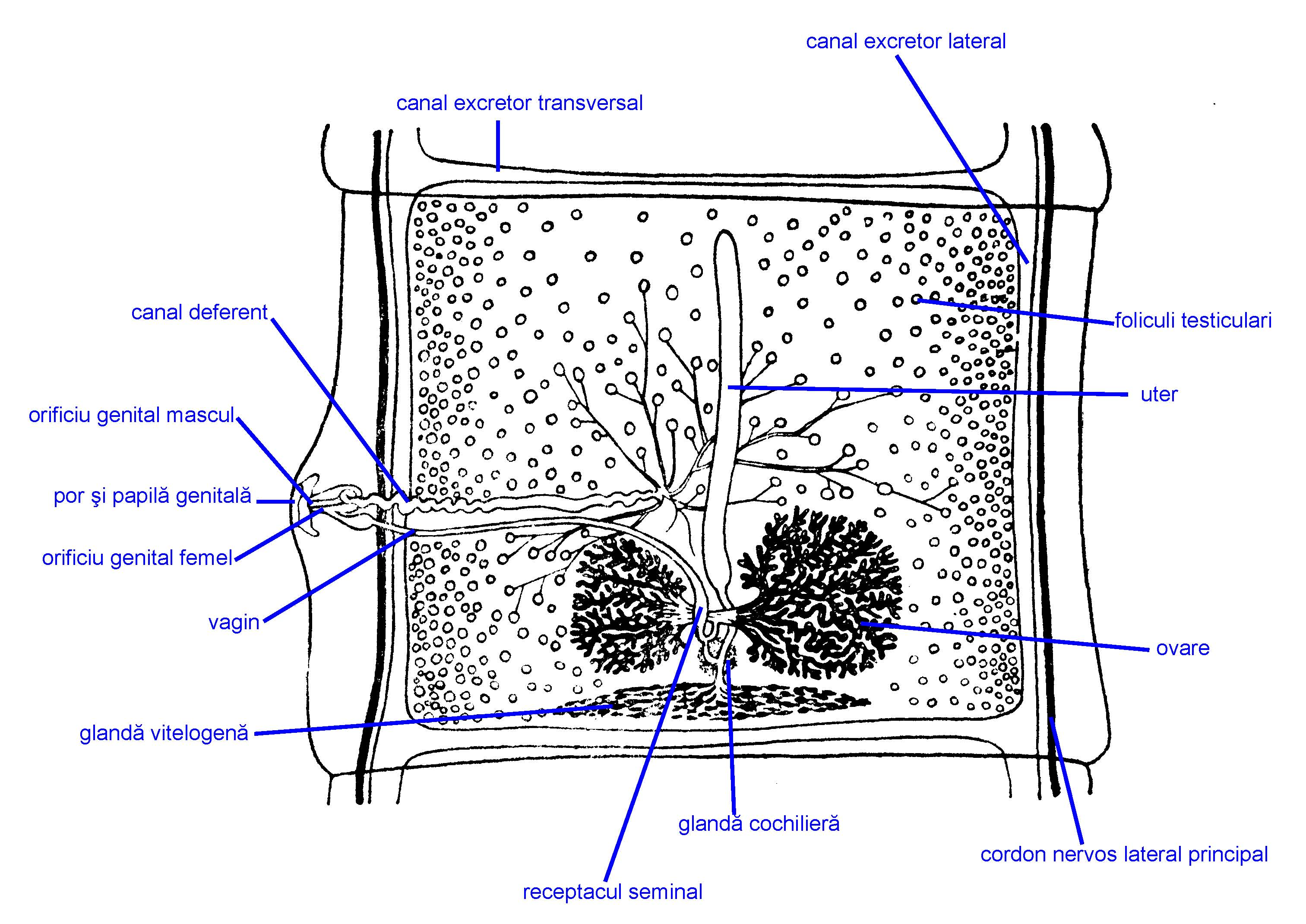
Ультрастуктурна будова проглотиди Taenia solium (малюнок).

Ціп'як свинячий має довжину тіла 2-4 метри. Має стрічкоподібну форму, а тіло гельмінта (стробіла) складається з тісно пов'язаних сегментів (проглотид). Ці проглотиди об'єднані в ланцюжок і прикріплені до голівки (сколекса). У свинячого ціп'яка є від 800 до 900 проглотид. На сколексу (голівці) свинячого ціп'яка є чотири присоски і два ряди з 22-32 коротких (до 120 мкм) і протяжних (до 180 мкм) гачків, які розташовані по колу і нагадують корону. Сколекс Taenia solium настільки досконало сформований, що дозволяє гельмінту міцно триматися у кишках і ефективно протидіяти хвилям перистальтики, які прагнуть викинути його назовні. Через наявність у нього не тільки присосок, а й гачків, його називають озброєним (на відміну від неозброєного бичачого ціп'яка). До того свинячий ціп'як прикріплюється значно міцніше від бичачого, через що практично не міняє свого розташування у кишці й спричинює у місці прикріплення сильне запалення з нерідким больовим відчуттям.

### Статева система
Кожна проглотида свинячого ціп'яка містить в собі самостійну систему статевих органів, які розвиваються у певній послідовності. Спочатку утворюються зародки чоловічої, а потім жіночої статевої системи, через що проглотиди мають гермафродитні риси. Запліднення відбувається або перехресно (між сусідніми проглотидами) або частіше в одній й тій же проглотиді, де є обидва статеві апарати. По мірі подальшого зростання проглотид чоловічі залози дегенерують, а жіночі сягають цілковитого розвитку і формують зрілі яйця, які скупчуються у спеціальному органі — матці. У найбільш дальніх від сколексу проглотидах, які містять матку, що переповнена яйцями, зникають і жіночі залози. Такі проглотиди містять матку, яка переповнена яйцями, здатні відокремлюватися від стробіли і пасивно виходити з випорожненнями у зовнішнє середовище з кишки. На відміну від бичачого ціп'яка, проглотиди якого мають самостійну рухливість, проглотиди свинячого ціп'яка не виходять активно поза актом дефекації, а виділяються з випорожненнями групами по 4-5 проглотид. Перезрілі проглотиди здатні розкритися у кишці й вивільнити свій вміст у його просвіті, через що яйця можуть попасти з антиперистальтичними хвилями у тонку кишку і шлунок, а також разом з фекаліями назовні. Яйця здатні виживати у навколишньому середовищі до двох місяців. Зрілі проглотиди за забарвленістю та формою нагадують домашню локшину, розмірами довжиною до 1,5 см, шириною до 0,3-0,4 см, містять всередині понад 50 тисяч яєць. Яйця кругло-овальної форми, всередині знаходиться зародок (онкосфера). Яйця свинячого ціп'яка морфологічно неможливо відрізнити при світловій мікроскопії від яєць інших теніїд, тому для діагностиці гельмінтоза потрібне дослідження виключно окремих проглотид або обривків стробіли.

## Нервова система
Свинячий ціп'як, як й інші цестоди, не має порожнин тіла, а внутрішні органи містяться у пухкій клітинній паренхімі, нервову систему складають головний нервовий сколексний вузол та поздовжні нервові стовбури.

### Живлення
Травна система у свинячого ціп'яка відсутня, як й у інших цестод, поживні речовини всмоктуються усією поверхнею тіла за допомогою мікроворсинок, що покривають всю стробілу гельмінта ззовні. В його тканинах присутні особливі протеолітичні ферменти, які допомагають перетравленню тієї їжі, яка поступає в кишку людини. Таким чином, сформований свинячий ціп'як здатний забрати у людини багато поживних речовин, які можуть призвести навіть до утворення аліментарної дистрофії. Екскреція решток їжі з тіла свинячого ціп'яка відбувається за допомогою складної системи збиральних трубок. Здоровий сформований свинячий ціп'як виділяє антикіназу, яка нейтралізує ферменти підшлункової залози людини, через що гельмінт успішно протистоїть перетравленню людської травної системи, але будь-яке пошкодження гельмінта (в тому числі, параліч рухливості його проглотид) призводить до втрати такої стійкості, та такий ціп'як буде перетравлений.

## Життєвий цикл

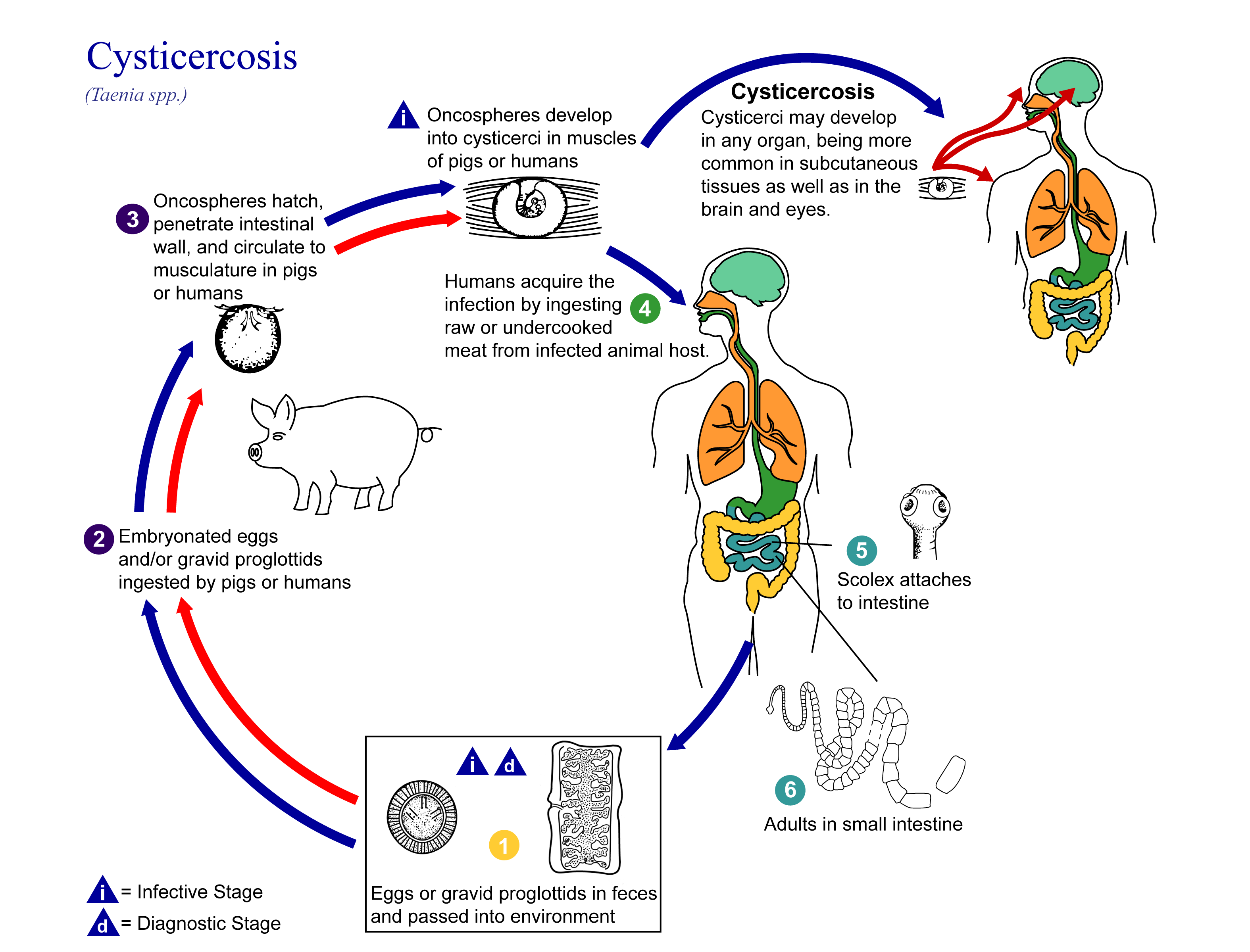
Життєвий цикл T. solium.

Статевозріла форма паразита мешкає лише в тонкій кишці людини, куди потрапляє при вживанні м'яса домашніх свиней, в м'язах яких розвиваються личинки цього гельмінта — фіни. В організмі людини можуть паразитувати як статевозрілі форми свинячого ціп'яка (в кишці), так і його личинки-цистицерки. Цистицерк у діаметрі 5-8 мм. Паразитування цистицерків відбувається при проковтуванні яєць ціп'яка свинячого при недотриманні гігієнічних вимог. Потрапляючи в шлунок, яйця свинячого ціп'яка звільняються від оболонок. Личинки, що вилупилися з яєць свинячого ціп'яка, швидко проникають крізь стінку шлунку в кровоносні судини, і потоком крові розносяться по всьому організму. Вони можуть осісти в скелетних м'язах, в серці, підшкірній клітковині, в оці, в головному мозку. Зростаючі цистицерки давлять на тканину, спричинюючи симптоми — запалення, надалі, переродження і дегенерацію м'язів з втратою функціональних здібностей, усихання м'язового корсета; виникають набуті пороки серця; вузли щитоподібної залози; втрата зору на тлі непередбачуваних дефектів в роботі оптики очей, оскільки личинки ціп'яка свинячого завдають суттєвих уражень органам зору; хронічний головний біль, епілептиформні напади, які породжені місцевою дією в ЦНС личинками ціп'яка свинячого. Може супроводжуватися порушенням циркуляції цереброспінальної рідини, гідроцефалією. Живуть личинки декілька років. Велике значення має механічне здавлювання тканин паразитами. В очах цистицерки розташовуються під сітківкою та у скловидному тілі.
Детальніші відомості з цієї теми ви можете знайти в статті Цестоди.

## Клінічні прояви у людини, які спричинює паразитуванняTaenia solium
На ранньому етапі може бути певна булімія, надалі розвиваються ураження травної системи. Заражена людина вбачає у фекаліях проглотиди.

## Лікування і профілактика
Боротьбу з поширенням гельмінта проводять шляхом виявлення й лікування хворих людей, а також за допомогою проведення загальних санітарно-побутових заходів. Велике значення має виявлення й вибракування заражених цистицерками свиней, яких вбивають на бойні. Ці ж міри сприяють запобіганню зараженню тварин личинковими формами паразита. З метою викорінення цієї хвороби необхідно виявляти і лікувати хворих людей з обов'язковим додатковим знезаражуванням фекалій, не використовувати м'ясо, яке не пройшло ветеринарно-санітарного контролю, піддавати термічній обробці м'ясо, яким планують харчуватися, проводити санітарно-просвітницьку роботу серед населення.